# کامل‌آباد
کامل‌آباد، روستایی است از توابع بخش حاجیلار شهرستان چایپاره در استان آذربایجان غربی ایران.
این روستا مرکز دهستان حاجیلار شمالی است.

## جمعیت
این روستا در دهستان حاجیلار شمالی قرار داشته و بر اساس سرشماری سال ۱۳۸۵ جمعیت آن ۳۸۰نفر (۷۹ خانوار) 
بوده است.